# Marius Müller (Fußballspieler, 1990)
Marius Müller (* 5. Oktober 1990 in Hünfeld) ist ein deutscher Fußballspieler. Der Mittelfeldspieler war einige Jahre als Profi für den SSV Jahn Regensburg aktiv.

## Karriere
Müller spielte zunächst für den SV Steinbach und für Borussia Fulda, ehe er 2009 innerhalb der Hessenliga zum Hünfelder SV wechselte. Ein Jahr später ging er in die Regionalliga zur zweiten Mannschaft von Eintracht Frankfurt, zur Saison 2011/12 schloss er sich der zweiten Mannschaft des Stadtrivalen FSV Frankfurt an. Im Sommer 2012 wechselte er zum Zweitliga-Aufsteiger SSV Jahn Regensburg. Müller stand jedoch nur selten im Profikader und kam lediglich in der zweiten Mannschaft zum Einsatz, weswegen er im Januar 2013 an seinen früheren Jugendverein, den hessischen Verbandsligisten SV Steinbach, ausgeliehen wurde. Seit Sommer 2013 spielte Müller wieder für den SSV Jahn Regensburg, für den er in der Drittligasaison 2013/14 zehn Spiele bestritt. Anschließend wechselte er zurück zum SC Borussia Fulda. Dort spielte er bis 2017, ehe er nach einem zweimonatigen Intermezzo beim SV Steinbach eine mehrjährige Pause einlegte.
2022 gab er sein Comeback beim Verbandsligisten Hünfelder SV. Mit dem Verein gelang ihm der Aufstieg in die fünftklassige Hessenliga. Müller wechselte schon im Sommer 2023 zum TSV 1912 Bachrain in die Kreisoberliga Fulda-Mitte.